# Universum Bremen
Universum Bremen o Universum Science Center è un museo della scienza situato a Brema, in Germania. I visitatori sono incoraggiati ad interagire con la maggior parte delle circa 250 mostre esposte. In media viene visitata da circa 450.000 visitatori all'anno.

## Storia
L'Universum Bremen ha aperto nel settembre 2000 nei pressi all'Università di Brema. Con una superficie di oltre 4.000 m², l'edificio contiene oggetti relativi a tre tematiche: umanità, terra e cosmo. L'edificio del centro scientifico, con le sue 40.000 scale in acciaio inossidabile, assomiglia a un misto tra una balena e una cozza. È stato progettato dall'architetto di Brema Thomas Klumpp.
Nel 2007 l'Universum ha aperto una grande area esterna, il EntdeckerPark, e un nuovo edificio, lo SchauBox. In contrasto con il vecchio edificio metallico curvo, lo SchauBox, sviluppato da Haslob Kruse e Schwanzlutscher & Co., Ha una forma cubica con l'esterno color rosso ruggine. È utilizzato per mostre aggiuntive, che cambiano ogni anno.
Il EntdeckerPark, l'area esterna di 5.000 m², offre una serie di esposizioni pratiche, elementi del paesaggio e una torre alta 27 metri, chiamata Turm der Lüfte.